# Filmmanuskript
Filmmanuskript, ofta förkortat till filmmanus eller bara manus, är det skriftliga underlag med repliker och scenanvisningar som utgör grunden för en spelfilm eller TV-film. Manuskript skrivs av en eller flera manusförfattare, ibland med hjälp av en dramaturg. I framförallt USA är det vanligast att manus skrivs i grupp där varje manusförfattare har sin egen roll, till exempel att skriva repliker.
När man ska göra en film börjar förberedelserna oftast med ett manus. Det är den text som beskriver vad som ska hända i filmen, vad skådespelarna ska säga och vad de ska göra. Typiskt improviseras få repliker fram under inspelningen och framförallt tillkommer sällan nya scener, då det är dyrt att engagera all personal.

## Från idé till filmmanus
Idén till en film presenteras (pitchas) för ett produktionsbolag, som beslutar om de vill satsa pengar på den. Beslutet grundar sig ofta på erfarenhet av vad publiken vill ha, men också på hur dyr idén antagligen kommer att bli som film.
Om idén blir antagen fortsätter manusförfattaren att utveckla idén så att den gradvis blir mer och mer komplex och innehållsrik. Emellanåt lämnas utkast in till ansvarig producent, som kommer med synpunkter och förändringsförslag, vilka författaren beaktar under sitt fortsatta arbete.
Hela den här processen kan ta cirka ett till två år. Under tiden pågår de andra förberedelserna: rollbesättning, finansiering, rekognosering efter inspelningsplatser (location-scouting), med mera.
När manuset till slut bedöms vara klart, börjar filminspelningen. Det är ovanligt att manusförfattaren är med på hela eller ens delar av inspelningen. Undantaget är fall då manusförfattaren också regisserar filmen. En sådan regissör kallas vanligen auteur.

## Hur ett manus ser ut

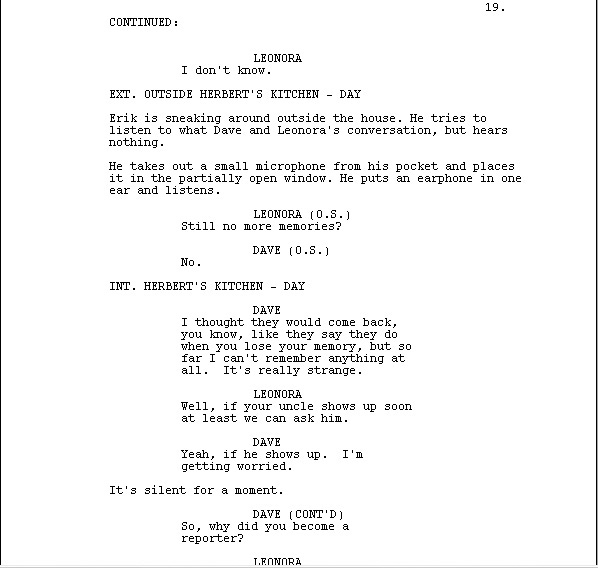
Exempel från filmmanus, med dialog och händelsebeskrivningar.

Förenklat innehåller ett manus tre element:
1. dialog - det som skådespelarna säger,
2. scenanvisningar - det som händer i scenen, och enkla beskrivningar av det, och
3. scenangivelser - om scenen är inomhus eller utomhus, om det är dag, natt eller kväll, och vad platsen där scenen utspelar sig kallas.

Dessa element kan sedan placeras på olika sätt på pappret. Enligt vissa traditioner centreras dialogen, medan allt annat placeras till vänster. Enligt andra placeras all dialog i en spalt till höger, och allt annat till vänster – så kallat tvåspaltsmanus, vilket numera främst används inom televisionen, men som var vanligt förr även inom andra genrer. Överhuvudtaget brukar en ganska stor del av en manuskriptsida vara textlös.
Formatet är viktigt för att producenten lätt ska kunna avgöra hur lång filmen kommer att bli. I amerikanska filmmanuskript (American Screen Standard) brukar man till exempel räkna med ungefär en sida manus per filmad minut.